# Werner Icking Music Archive
Werner Icking Music Archive (WIMA) er et onlinebaseret arkiv af frit tilgængelige noder til klassisk musik. Arkivet blev grundlagt af Werner Icking (1943–2001) og redigeres for tiden af Christian Mondrup.
WIMA udbyder hovedsagelig noder til ældre musik, for en del værkers vedkommende de første moderne urtekstudgaver. En del nulevende komponister har valgt at publicere deres værker i WIMA.
Nodesatsen udarbejdes af frivillige og gøres tilgængelig i pdf-format.
WIMA er desuden hjemsted for MusiXTeX, en suite af open source programmer til fremstilling af nodesats, baseret på det typografiske værktøj TeX.